# Monocristal

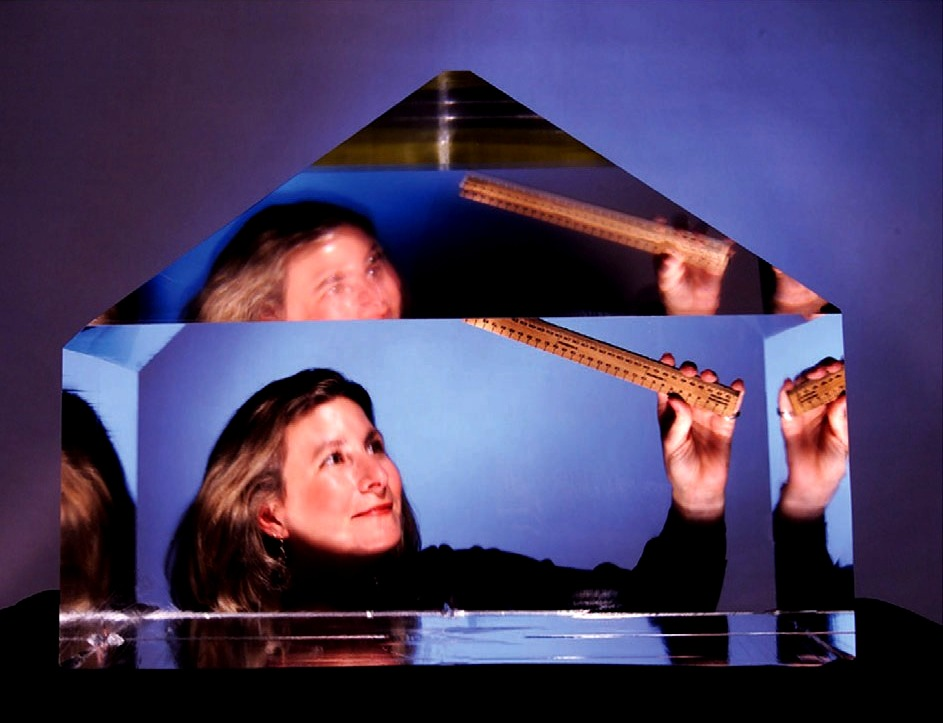
Um enorme cristal de fosfato de monopotássio que cresceu a partir de um cristal semente em uma solução aquosa supersaturada no LLNL o qual é cortado em fatias e usado na National Ignition Facility (Instalação Nacional de Ignição) para duplicação e triplicação de frequência.

Um monocristal ou sólido monocristalino é um material no qual o retículo cristalino da amostra inteira é contínua e sem rupturas até suas bordas, sem contornos de grão. A ausência de defeitos associado com contornos de grão pode dar aos monocristais propriedades únicas, particularmente mecânicas, ópticas e elétricas, as quais podem também ser anisotrópicas, dependendo do tipo de estrutura cristalográfica. Estas propriedades, em adição os fazem preciosos em algumas gemas, são explorados em aplicações tecnológicas, especialmente em óptica e eletrônica.
Porque efeitos entrópicos favorecem a presença de algumas imperfeições na microestrutura de sólidos, tais como impurezas, tensões não uniformes e defeitos cristalográficos tais como deslocamentos, monocristais perfeitos de tamanho significativo são extremamente raros na natureza, e também são difíceis de produzir em laboratório, embora eles possam ser feitos sob condições controladas. Por outro lado, monocristais imperfeitos podem atingir enormes tamanhos na natureza: várias espécies minerais tais como berilo, gesso e feldspatos são conhecidos por terem produzido cristais de vários metros.
O oposto de um cristal único é uma estrutura amorfa, onde a posição atômica se limita a apenas uma ordem de curto alcance. Entre os dois extremos existe o policristalino, que é composto de uma série de cristais menores, conhecidos como cristalitos, e fases paracristalinas.

## Usos

### Indústria de semicondutores
Silício de cristal único é usado na fabricação de semicondutores. Na escala quântica que microprocessadores operam, a presença de contornos de grão teria um impacto significativo na funcionalidade de por alterar as  elétricas locais.

### Óptica
- Monocristais de safira e outros materiais são usado para lasers e ópticas lineares.
- Monocristais de fluorita são algumas vezes usadas nas lentes objetivas

### Indústria aeronáutica
Outra aplicação dos sólidos monocristalinos é na produção de materiais de alta resistência mecânica e baixa fluência térmica para fabricação de lâminas de motor a jato.
1. ↑  «Gas turbine technology» (PDF). webcache.googleusercontent.com. Consultado em 27 de janeiro de 2020